# Xã Reveilee, Quận Logan, Arkansas
Xã Reveilee (tiếng Anh: Reveilee Township) là một xã thuộc quận Logan, tiểu bang Arkansas, Hoa Kỳ. Năm 2010, dân số của xã này là 1.462 người.